# Permacultura marina

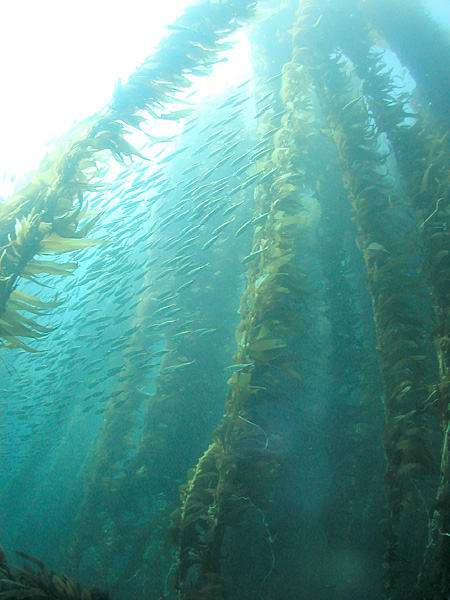
Un Bosque de algas en la isla de San Clemente, California demostrando la diversidad de vida que puede generar la permacultura marina

La permacultura marina es una forma de maricultura que refleja los principios de la permacultura al recrear el hábitat del bosque de algas y otros ecosistemas en entornos oceánicos cercanos a la costa y en alta mar. Esto permite una cosecha sostenible a largo plazo de algas y mariscos, al tiempo que regenera la vida en el océano.

## Restauración de ecosistemas de macroalgas
La permacultura marina comprende una plataforma desde la que se pueden cultivar ecosistemas de algas, creando las condiciones ambientales para la producción primaria y el hábitat de la vida marina. Gracias a un sistema de bombas de energía renovable, las aguas frías y ricas en nutrientes se elevan desde una profundidad de entre 100 y 500 metros, por debajo de la línea de nutrientes, hasta la superficie del océano, reproduciendo así los procesos naturales de circulación de retorno de los océanos y mitigando las olas de calor marinas que han provocado la estratificación de los océanos y diezmado los ecosistemas naturales de macroalgas en muchas regiones del mundo 
Además, las estructuras artificiales proporcionan el sustrato que necesitan las algas para crecer. El crecimiento de las algas y el aumento del plancton proporcionan un hábitat marino crítico para que prosperen las poblaciones de peces. Este tipo de intervención regenera la circulación y devuelve las temperaturas de la capa mixta a niveles más cercanos a los medidos antes de la era industrial.

## Potencial de regeneración de los océanos
La permacultura marina ha recibido el respaldo de varios expertos en permacultura, como Morag Gamble, del Instituto de Educación en Permacultura, Matt Powers, David Holmgren y la Red de Permacultura de Santa Bárbara, que han reconocido su adhesión a los principios de la permacultura. También ha recibido una atención considerable como solución climática potencialmente innovadora. Ha aparecido como solución "Coming Attraction" en el libro Drawdown: The Most Comprehensive Plan Ever Proposed to Reverse Global Warming, editado por Paul Hawken, y fue una de las principales soluciones climáticas presentadas en el documental 2040 de Damon Gameau. El profesor Tim Flannery también ha destacado el potencial de la permacultura marina para secuestrar gigatoneladas de carbono a través de plataformas a escala de hectárea en mar abierto, una idea que también ha recibido la atención del mercado voluntario de carbono Nori. La permacultura marina también se menciona como solución climática en Burn: Using Fire to Cool the Earth, de Albert Bates y Kathleen Draper La permacultura marina también figura en la red de soluciones audaces de la Fundación MacArthur, de las "Top100" soluciones innovadoras para los retos más acuciantes del mundo.

## Aplicaciones de productos de gran alcance
Si se implanta a gran escala, tiene el potencial de proporcionar seguridad alimentaria a miles de millones de personas que dependen de los océanos como principal fuente de proteínas, actuar como fuente de carbono azul, al tiempo que reduce la acidificación de los océanos, proporcionar medios de vida sostenibles y restaurar el hábitat marino. Hasta la fecha, se han realizado ensayos de permacultura marina en numerosas regiones del mundo, como Hawái, Filipinas, Puerto Rico y Tasmania, donde se está utilizando para regenerar ecosistemas de algas recientemente diezmados por el cambio climático La recolección de algas orgánicas puede producir ingredientes para la agricultura, los fertilizantes, los productos farmacéuticos y los textiles: Bioestimulantes, como mejoradores de suelos orgánicos, suplementos alimenticios para peces y ganado, pulpa de celulosa, fibras para sustituir la pasta de madera, nanocelulosa para cartones impermeables y moléculas biomédicas con propiedades antisépticas naturales son algunos de los productos elaborados por los proyectos de permacultura marina. Además, la empresa C-Combinator ha obtenido los derechos de propiedad intelectual de la tecnología y pretende iniciar las operaciones comerciales de los sistemas de permacultura marina en un futuro próximo.

La Permacultura Marina fue creada por el Dr. Brian von Herzen y sus colegas de la Fundación del Clima en Woods Hole, Massachusetts, actualmente situada en Seattle, Washington.